# Titleholders Championship
Titleholders Championship var en golftävling för damer på den amerikanska LPGA-touren. Den spelades första gången 1937 som en motsvarighet till herrarnas The Masters Tournament.
Liksom Masters så spelades den i Augusta men inte på Augusta National utan på Augusta Country Club. Det var en inbjudningstävling som blandades med vinnare från olika amatör- och proffstävlingar under föregående år. Eftersom det inte fanns så många professionella damer så deltog till en början mest amatörer.
Tävlingen gjorde uppehåll mellan 1967 och 1971. Den räknades som major under åren 1937-1942, 1946-1966 och 1972.

## Segrare
| År   | Segrare         |
| 1972 | Sandra Palmer   |
| 1966 | Kathy Whitworth |
| 1965 | Kathy Whitworth |
| 1964 | Marilynn Smith  |
| 1963 | Marilynn Smith  |
| 1962 | Mickey Wright   |
| 1961 | Mickey Wright   |
| 1960 | Fay Crocker     |
| 1959 | Louise Suggs    |
| 1958 | Beverly Hanson  |
| 1957 | Patty Berg      |
| 1956 | Louise Suggs    |
| 1955 | Patty Berg      |
| 1954 | Louise Suggs    |

| År   | Segrare        |
| 1953 | Patty Berg     |
| 1952 | Babe Zaharias  |
| 1951 | Pat O'Sullivan |
| 1950 | Babe Zaharias  |
| 1949 | Peggy Kirk     |
| 1948 | Patty Berg     |
| 1947 | Babe Zaharias  |
| 1946 | Louise Suggs   |
| 1942 | Dorothy Kirby  |
| 1941 | Dorothy Kirby  |
| 1940 | Betty Hicks    |
| 1939 | Patty Berg     |
| 1938 | Patty Berg     |
| 1937 | Patty Berg     |